# رنه دیوید

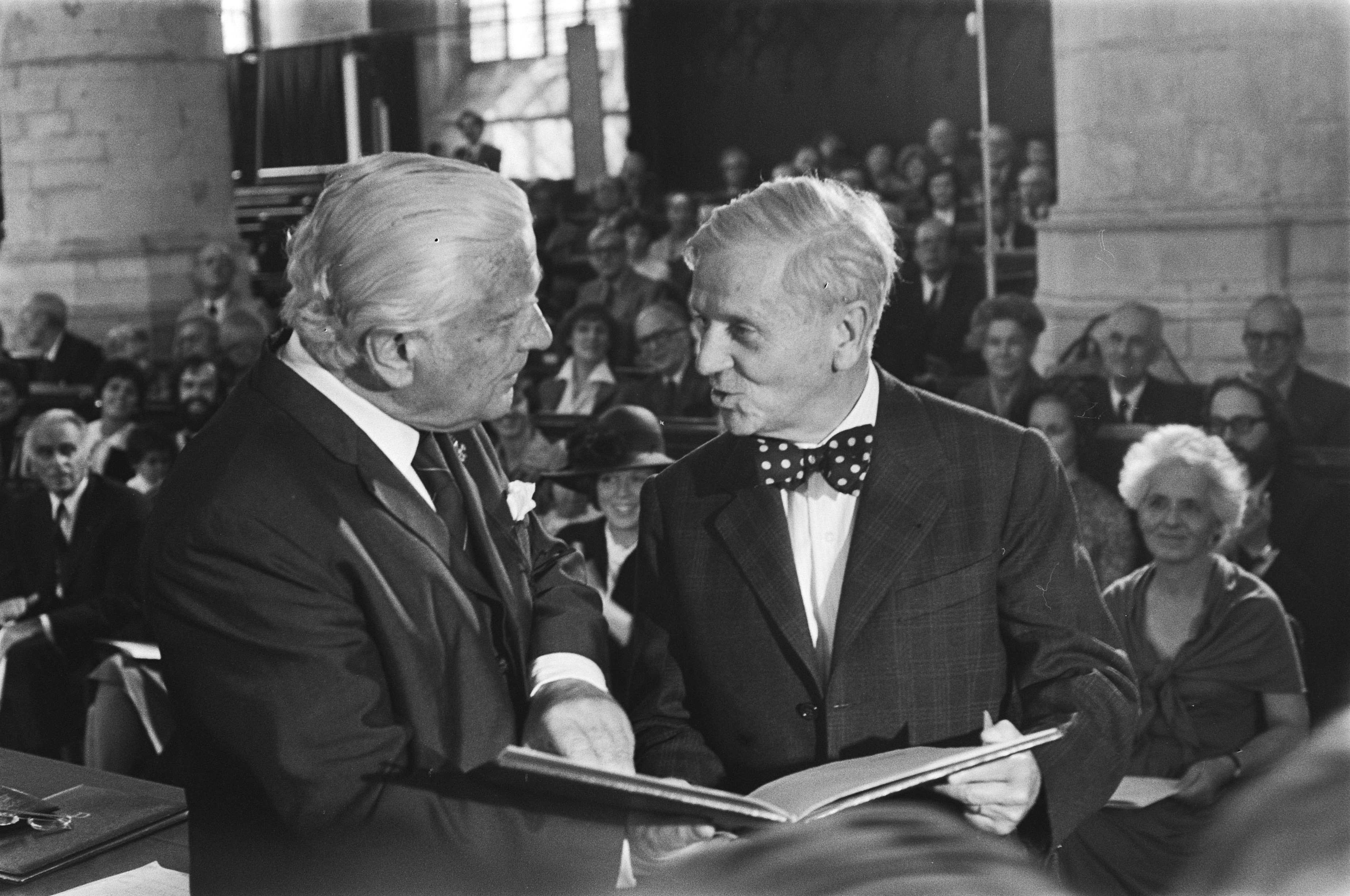
رنه دیوید(۱۹۷۶)

رنه دیوید (زاده ۱۲ ژانویه ۱۹۰۶ در شهرستان ژورا، فرانش-کنته، فرانسه- درگذشته ۲۶ مه ۱۹۹۰ در لو تولونه، فرانسه) استاد حقوق فرانسوی بود. کارهای او به هشت زبان مختلف ترجمه شده است. او در نیمه دوم قرن بیستم یکی از نمایندگان کلیدی رشته حقوق تطبیقی بود.
وی در ۲۳سالگی در کنکور استادیِ حقوق (Concours d'agregation) موفق شد، اما به دلیل کم‌بودن سن، به «مؤسسهٔ بین‌المللی یکنواخت کردن حقوق خصوصی» (Institut international pour l'unification du droit privé) که مرکز آن در رم است، اعزام شد. در پی آشنایی با پروفسور گوتریج، توسط وی به دانشگاه آکسفورد دعوت شد و در آنجا تا ردهٔ دکتری تحصیل کرد. وی به شوروی نیز مسافرت کرد و ضمن تحصیلِ زبان روسی، با حقوق شوروی نیز آشنا شد.
او در جنگ جهانی دوم اسیر شد، اما موفق به فرار گردید و به شهر خود، گرونوبل، بازگشت.
وی استاد دکتر سید حسین صفایی استاد برجسته حقوق مدنی و حقوق خانواده نیز بوده است.

## تألیفات
- Arbitration in International Trade
- Civil Law and the Anglo-American Lawyer: A Case-Illustrated Introduction to Civil Law Institutions and Method
- Find collectible copies of Civil Law and the Anglo-American Lawyer: A Case-Illustrated Introduction to Civil Law Institutions and Method
- Discrete, Continuous, and Hybrid Petri Nets
- Find collectible copies of Discrete, Continuous, and Hybrid Petri Nets
- Droit Administratif: La Fonction Publique, Les Biens Publics, Les Travaux Publics
- Find collectible copies of Droit Administratif: La Fonction Publique, Les Biens Publics, Les Travaux Publics
- English Law and French Law: A Composition in Substance
- French Law: Its Structure, Sources, and Methodology
- Find collectible copies of French Law: Its Structure, Sources, and Methodology
- International Encyclopedia of Comparative Law
- Find collectible copies of International Encyclopedia of Comparative Law